# Addicted BOX
『Addicted Box』は、加藤和樹の5枚目のミニ・アルバムである。

## 概要
- TYPE AとTYPE Bの2種類がある。

## 収録内容
＜TYPE A＞

・CD

1. RISKY
2. Tell Me Why
3. 君ニ唄エバ
4. Hello
5. Shining Star
6. 片想い（©1978 by HORIPRO INC）

・DVD

「Tell Me Why」ミュージックビデオ ＋メイキング映像（TYPE Aver）
＜TYPE B＞

・CD

1. RISKY
2. Tell Me Why
3. 君ニ唄エバ
4. Hello
5. Shining Star
6. 片想い（Acoustic ver.）©1978 by HORIPRO INC

・DVD

「Tell Me Why」ミュージックビデオ ＋メイキング映像（TYPE Bver）